# BV式ガスガン
BV式ガスガン（BVしきガスガン）とは、1980年代に考案されたフルオートメカニズムを使用したエアソフトガンの商品種別である。
"BV式"とは"Bullet Valve"の略であり、「弾丸（Bullet）が放出弁（Valve）の役割をする」ことを意味したもので、トイガン設計家の青谷三郎の造語である。

## 概要
史上初のBV式ガスガンは、1984年末に発表され、1985年初旬に発売されたJACバトルマスター(BM-I) で、後に数多くのトイガンを開発・発売したことで著名となるアサヒファイアーアームズが開発し、JACによって販売された。同年8月末には耐久性等の見直しを行ったJAC スターリング L2A3 (BM-II) が発売され、BV式の人気は急上昇する。
この時代はホップアップシステムが開発されていなかったため、飛距離を伸ばすためにパワーを上げて対処することが多かった。BV式ガスガンは圧力に比例してパワーが上昇するという特性を持つため、性能向上が容易で、ユーザーの支持を得た。こうしてBV式はハイパワー時代、暗黒時代と呼ばれた80年代末期のサバイバルゲームの中心的役割を担った。
BV式ガスガンに3点バーストを初めて導入したのがアサヒ製 FN FNCで、銃身の前後を機械的に計測しトリガースイッチを切るシステムが考案され、ガス消費の面でも効率が向上した（「燃費が向上した」と俗称される）。その後、3点バースト機能はJACのMP5やM16A2にも搭載された。アサヒ FNCには実銃には存在しない2点バースト機能が存在した。
1990年代に入り電動ガンが東京マルイから発売されると、エアタンクやコンプレッサー等、銃以外の装備を多く持たなくてはならず、それでいて命中精度と燃費に難のあるBV式ガスガンはユーザーの支持を失い、電動ガンに主力の座を譲り渡すことになる。同時にバブル崩壊も重なって、JACをはじめとするBV式を製造していたメーカーが相次いでエアソフトガン業界から撤退していった。
また、ホップアップ機構が一般的に使用されるようになり低いパワーでも飛距離を得られるようになると、ゲームの安全のために雑誌が提唱した1Jルールが瞬く間に広がった。それによって「圧力に比例してパワーが上昇する」というBV式の特性がデメリットに変わることとなった。圧力によっては発射エネルギーが1Jを超えてしまうものもあるBV式ガスガンは、周囲から危険視されることも少なくなかった。
2006年に施行された改正銃刀法によって、今ではほとんどのBV式ガスガンがリミッターやリリーフバルブといった部品を組み込まない限り所持不可能となっている。しかし、BV式ガスガンは完全に絶滅しておらず、そのユニットのシンプルさや堅牢さ、独特の発射音などを好む愛好者が現在でも存在している。また2007年4月には、M&G社からどんなに高い気圧のパワーソースを接続しても0.989Jを超えない安全機構の備えられたBV式ガスガン、M4A1が発売された。

## 基本構造
BV式ガスガンは発射ノズルやピストン、シリンダーを持たない非常にシンプルな構造で有名であるが、銃身が前後する、マガジン内部が加圧されるといった一般的なエアソフトガンとは大きく異なる特徴を持つ。BV式はギアやハンマーはおろかピストンやシリンダーさえ持たない特殊な構造であり、かつ銃口からのみエアが放出されるために、消音性能が極めて高い。
BV式ガスガンは以下のパーツによって構成されている。
インナーバレル
BB弾を加速させる本来のバレルとしての役割の他に、BV式ガスガンの中心的な役割を持つ。
リコイルスプリング
BB弾を発射したインナーバレルを後退させると共に初速を安定させる役割を持つ。
サブチャンバー、サブチャンバースプリング
BB弾を正しく給弾するための役割を持つ。
Oリング
本項でのOリングは、発射用のOリングのことを指す。サブチャンバーによって押し出されたBB弾は、このOリングに固定される。一定量前進するとこの部品が広がり、BB弾が発射される。
バレルウェイト
リコイラーとも呼ぶ。その名の通り、バレルに固定する金属製の錘であり、作動を安定させると共に反動を発生させる。同時にパワーも上昇する。
放出バルブ
ガスを放出するためのバルブ。指の力で直接押し込んで開放するものがほとんどである。
マガジン
本来のマガジンの役目はBB弾を装填するための部品だが、BV式の場合は二つのタイプがあり、ばねのテンションでBB弾を押し上げるスプリング給弾と、作動時に内部が加圧される、発射用のガスもしくはエアーを利用して給弾するエアー給弾がある。
後者のエアー給弾システムは装弾数が増加する中で考案された。ユニットからマガジンを経由してチャンバーにエアを供給することで、マガジン自体をガスルート化して加圧と送弾を同時に行うことを可能とした。これはマガジンにもガス圧が掛かるBV式ならではのシステムで、給弾用のスプリング等パーツ点数が少なくなるメリットの他に装弾数が増えるというメリットがあった。このシステムはアサヒファイアーアームズがJACブランドで生産したJACブッシュマスター付属の60連マガジンから搭載され、最終的にはアサヒ製FN－MINIMIの500連に進化した。ただし、このシステムの欠点として装弾数が増えるにつれてマガジン内をエアーが通過するタイムラグが長くなると、BB弾が装弾されることに時間がかかるためにトリガーレスポンスが悪くなるというデメリットがあり、従来のスプリング給弾システムを採用したBV式エアソフトガンも多かった。

## 作動原理
1. トリガーが操作されることにより連動した放出バルブを押す。
2. BVユニットの後部からエアー（ガス）が流入する。
3. エアーはユニット前方へ向かって流れると同時にマガジン内に流入する。エアー給弾の場合、これによりBB弾が給弾される。
4. 送り込まれたBB弾はインナーバレルの根元にあるOリングによって保持される。
5. BB弾がユニットに蓋をした形となり、ユニット内部は加圧される。この時、BB弾に押されてインナーバレルは前進をはじめる。
6. インナーバレルはエアーにより前進を続け、ユニット内部が広くなった所でOリングが広がり、BB弾が発射される。
7. インナーバレルとサブチャンバーは、リコイルスプリングにより最初の位置に押し戻される。
8. 以後、これの繰り返しである。セミオートやバーストの場合、インナーバレルに固定された部品が放出バルブを閉鎖する。

## 問題点
ガス消費量の多さ
インナーバレルが元の位置に戻る時にもトリガーを引いている限りガスを流しているため、ガスの消費は多くなる(＝燃費が悪い)。
オイル切れ
発射用のOリングには、常にオイルで潤滑させておく必要がある。オイルが切れると、作動不良を起こす原因となる。
マガジンの破裂
エアー給弾式の場合、圧入や接着組み立て式の構造を採用したマガジンが、空気圧に耐えられず破裂することがある。

## 主な用途
BV式はフルオート射撃が可能な点、パワーが高かったことから、特に1980年代後半から1990年代前半のサバイバルゲーム用エアソフトガンに多用された。しかし21世紀に入って後、命中精度の低さやパワーソースとなるガスもしくは圧縮空気の消費量が多い（「燃費が悪い」と称される）からサバイバルゲームに使用されることは少なく、一部愛好者が使うにとどまっている。また、フィールドやチームのレギュレーションで使用が禁止されている場合もあり、そのためたとえリミッター等を組み込むなどして銃刀法のパワーの問題をクリアしていたとしても使用できないこともある。
BV式はその構造と作動原理から命中精度が低いため、精密射撃には向かないとされる。
しかし、電動式エアガンの登場以前は安定したフルオート射撃が可能な模擬銃としてはBV式のエアソフトガンは唯一のものと言ってもよく、軍や警察の訓練に用いるケースもあり、アサヒのFNCは沖縄の米軍に訓練用として使用されたことがある。

## BV式のカスタム例
電動ガンが主流となる以前はサバイバルゲームのフィールドで一般的に使用されていたこともあり、カスタムの範囲は広かった。
ハイパワーカスタム
タンクの放出圧を上げるとパワーが上昇することで知られるBV式であるが、単純に圧力を上げるだけでは十分なパワーを得られないこともあった。そこで、スプリングを交換したりバレルウェイトを装着したりして作動を初速と安定させるカスタムが存在した。BV式はバレル自体の延長によっても初速を得ることができるため、中には銃の外見を大きく変えてしまう程バレルを延長したカスタムも存在した。現在は発射エネルギーが0.989Jを超えると銃刀法上の「準空気銃」と見なされ、違法となる。
サイレントカスタム
BV式は作動音が少ないため、サイレントカスタムと相性が良い。サイレンサーを使用する。
ホップアップカスタム
1990年代初頭から登場した。ホップ機構とバレルの回転止めを使用してパワーを上げずに飛距離を伸ばす。
多弾数カスタム
初期は装弾数が約30発と、フルオート射撃を行うとすぐに弾切れになるため、マガジンチューブを延長して装弾数を増やす改造が行われた。特にエア給弾方式は、給弾用スプリングを必要としないため、何重にもループしたビニールホースを使って数百発の装弾数を得ることもでき、その外見から「カエルのタマゴ」と称された。